# Emmanuel Jal

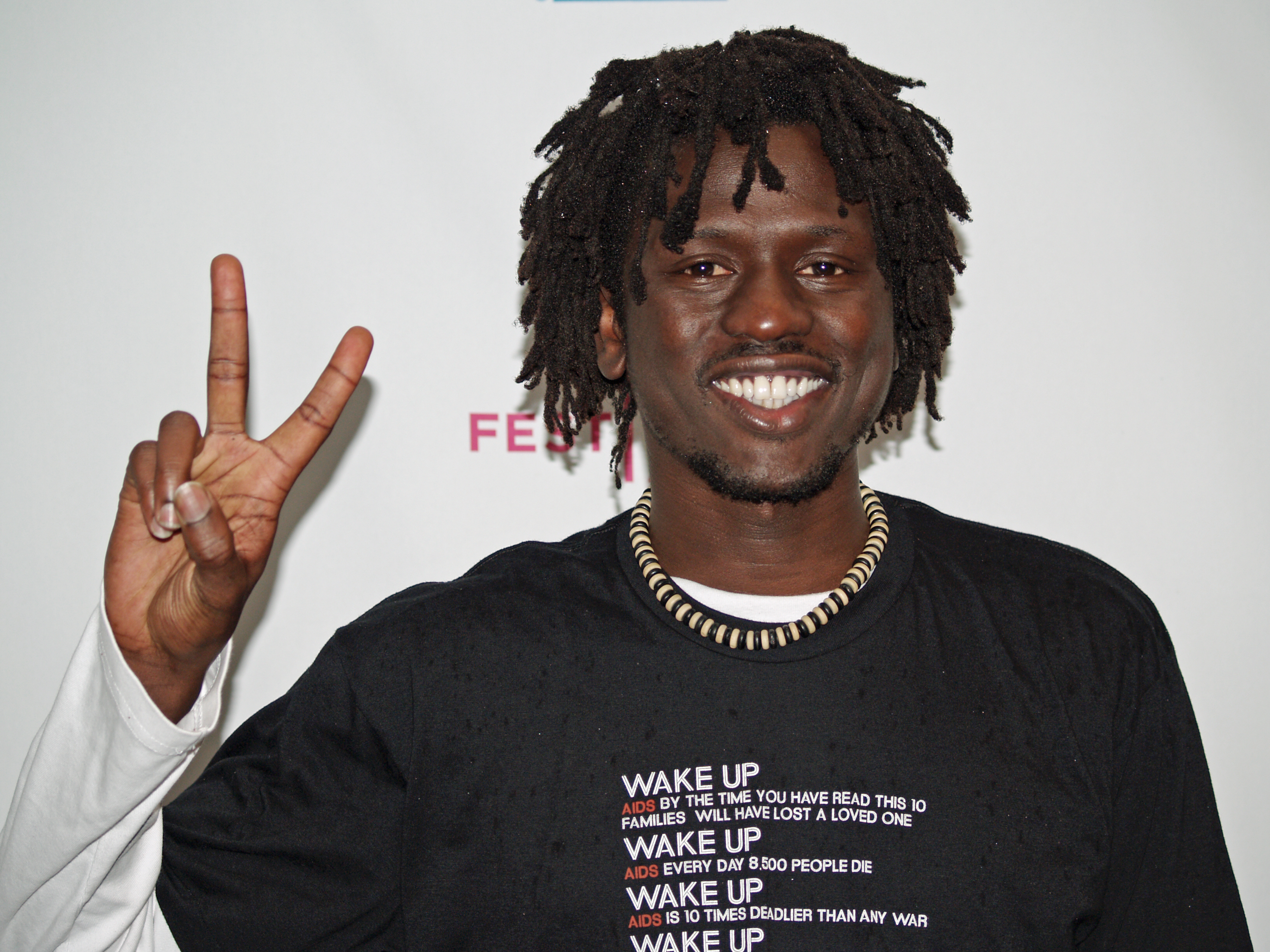
Emmanuel Jal beim Tribeca Film Festival 2008

Emmanuel Jal (* 1980 in Tonj, damals Sudan) ist ein Musiker und Schauspieler aus dem Südsudan. Der ehemalige Kindersoldat engagiert sich künstlerisch und politisch gegen den militärischen Missbrauch von Kindern in Afrika.

## Leben

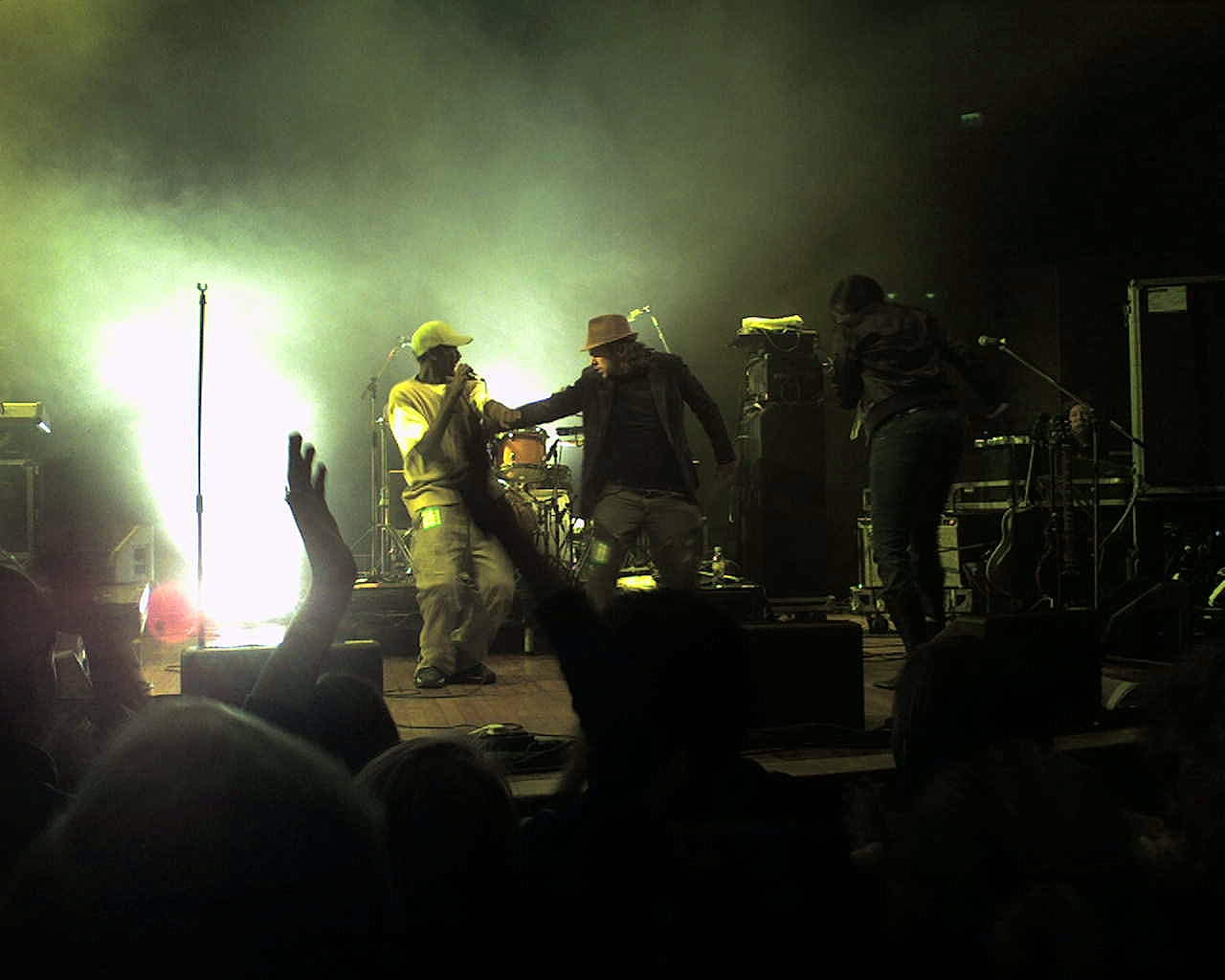
Emmanuel Jal (links in Gelb) bei einem Konzert in Bristol am 11. März 2006

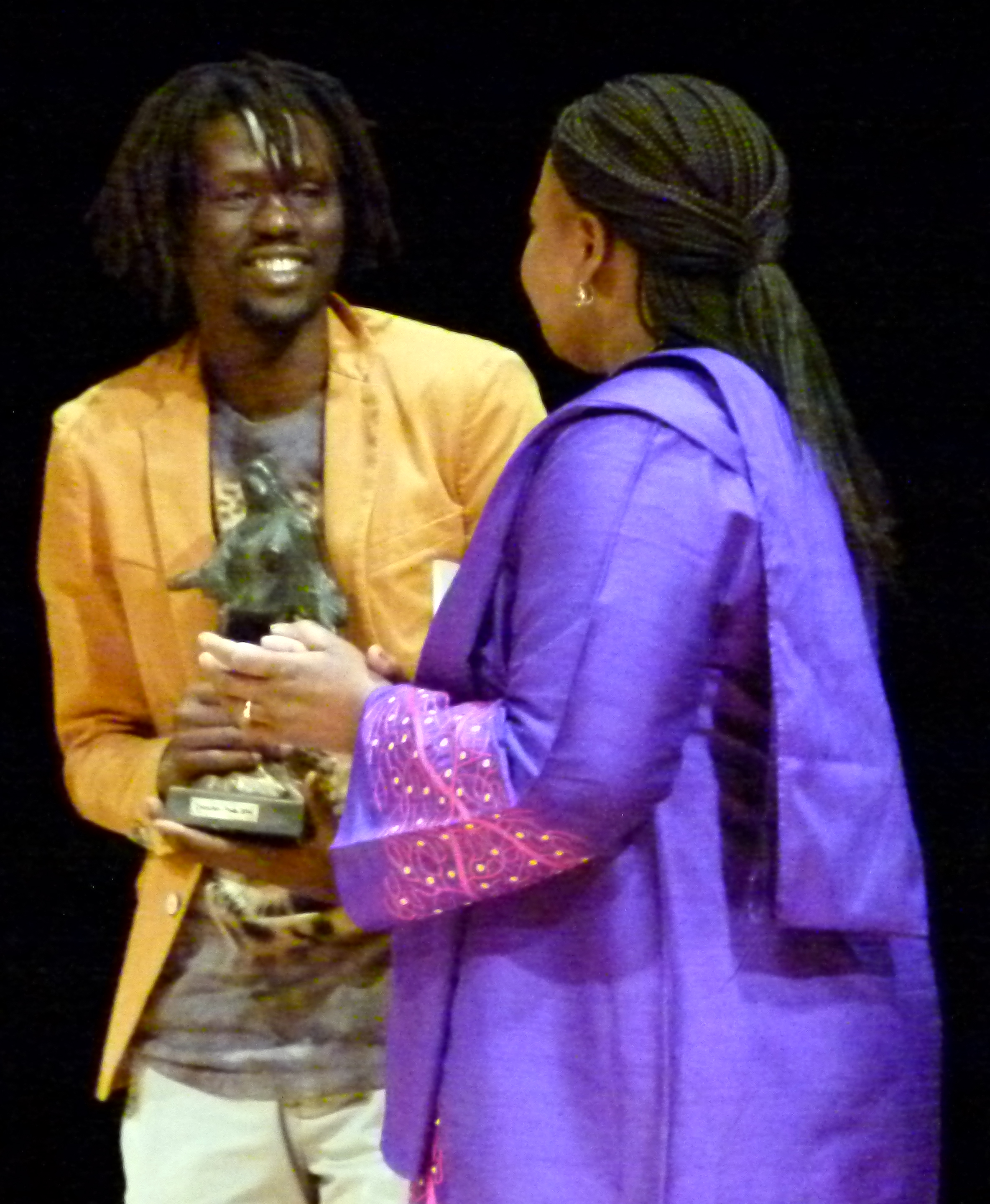
Verleihung des Dresdner Friedenspreises 2014 durch Fatou Bensouda (rechts)

Jal wurde in Tonj in der Region Bahr al-Ghazal im Südsudan geboren. Sein Vater war Angehöriger der Sudanesischen Volksbefreiungsarmee SPLA. Seine Tante wurde vor seinen Augen vergewaltigt und die Nachbarn erschossen. Als er sieben Jahre alt war, starb seine Mutter, und die SPLA brachte ihn in ein Trainingslager in Äthiopien, wo er militärisch ausgebildet wurde.
Bei einem Einsatz bei Juba 1991 floh er im Alter von elf Jahren zusammen mit etwa 400 anderen Kindersoldaten. Aufgrund von Nahrungs- und Wassermangel überlebten gerade zwölf Kinder die dreimonatige Flucht zu rivalisierenden Rebellen durch den Dschungel und erreichten am Ende die Stadt Waat im Bundesstaat A'li an-Nil. Dort wurde Emmanuel von Emma McCune, einer Mitarbeiterin der Hilfsorganisation „Street Kids“ und damaligen Ehefrau vom Rebellenführer Riek Machar, adoptiert und in einem Hilfsflug nach Kenia geschmuggelt.
Dort schickte sie Emmanuel Jal auf eine Schule in Nairobi. Als 1993 Emma McCune bei einem Autounfall starb, ermöglichten ihre Freunde Jal weiter den Schulbesuch. Im Jahr 2005 machte ihn sein Lied Gua (Nuer für „Frieden“), in Kenia ein Hit, in ganz Afrika zum Star. Viele seiner Liedtexte befassen sich mit dem Bürgerkrieg im Sudan.
Jal erklärte während des Afrikafestivals in Würzburg: „Die Musik ist unschuldig, das Problem sind die Texte. Mit den Texten kann man die Menschen dazu bringen, einander umzubringen, oder einander zu vergeben.“ Jal singt auf Englisch, Arabisch, Swahili, seiner sudanesischen Muttersprache Nuer und der verwandten Sprache Dinka.
Er trat beim Live 8-Konzert in Großbritannien auf. Dort kritisierte er, dass zu wenig afrikanische Künstler auf den Bühnen seien.
Als Sprecher von „Stop the Use of Child Soldiers“ und der Kampagne „Control Arms“ setzt sich Emmanuel Jal gegen den Missbrauch von Kindersoldaten und für die Regulierung des internationalen Waffen- und Rüstungshandels ein. Seit 2006 ist er außerdem Botschafter der Entwicklungshilfsorganisation Oxfam. 
Mit dem arabischen nordsudanesischen Oud-Spieler Abdel Gadir Salim nahm er die Platte Ceasefire („Waffenstillstand“) auf, die als musikalischer Aufruf zum Frieden im Sudan dienen soll.
Im Februar 2008 war Jal zu Gast in Berlin, anlässlich der Berlinale, wo der Dokumentarfilm Warchild über sein Leben als Kindersoldat Weltpremiere feierte. Regie führte Christian Karim Chrobog.
Im Unabhängigkeitsreferendum im Südsudan 2011 stimmte Emmanuel Jal für die Unabhängigkeit des Südsudan, obwohl er sich früher für den Zusammenhalt des Sudan ausgesprochen hatte. Er begründete dies damit, dass die Südsudanesen im Sudan weiterhin benachteiligt seien und er nur in einem unabhängigen Südsudan ein „Bürger erster Klasse“ sein könne.
Für sein musikalisches und politisches Engagement gegen den militärischen Missbrauch von Kindern in Afrika erhielt er am 16. Februar 2014 den Dresdner Friedenspreis.

## Diskografie (Auswahl)
Alben
- 2005: Gua
- 2005: Ceasefire
- 2008: Warchild
- 2012: See Me Mama
- 2014: The Key
- 2018: Naath

## Filmografie (Auswahl)
Schauspieler
- 2010: Africa United
- 2014: The Good Lie – Der Preis der Freiheit (The Good Lie)
- 2015: War Child – Chapter One (Kurzfilm, auch Drehbuch)

## Autobiografie
- mit Megan Lloyd Davies: War Child: A Child Soldier's Story. St. Martin's Press, 2009, ISBN 978-0-312-38322-0.